# Ла-Трамблад (кантон)
Ла-Трамблад (фр. La Tremblade) — кантон во Франции, находится в регионе Новая Аквитания. Департамент кантона — Шаранта Приморская. Входит в состав округа Рошфор. Население кантона на 2006 год составляло 13 741 человек.
Код INSEE кантона 1740. Всего в кантон Ла-Трамблад входят 6 коммун, из них главной коммуной является Ла-Трамблад.

## Коммуны кантона
- Арве — население 3031 чел.
- Шайвет — население 1297 чел.
- Этоль — население 2090 чел.
- Ла-Трамблад — население 4499 чел.
- Ле-Мат — население 1668 чел.
- Сент-Огюстен — население 1156 чел.